# Gaspar
Gaspar là một đô thị thuộc bang Santa Catarina, Brasil. Đô thị này có diện tích 386,354 km², dân số năm 2007 là 52428 người, mật độ 135,7 người/km².